# Бургимакмахи
Бургимакмахи (дарг. Бурхӏимякьмахьи, в пер. «Подножье солнечного склона») — село, центр с/с (с 1934) в Акушинском районе Дагестана.

## География
Расположено в 6 км к северо-востоку от села Акуша, на реке Дарголакотты (бассейн р. Акуша).

## История
Село до 1933 входило в состав Левашинского района).
Указом ПВС ДАССР от 28.07.76 были объединены село Бургимак-Махи и хутор Гурднимахи в одно село Бургимакмахи.

## Население
| 1895  | 1926 | 1939 | 1970 | 1989 | 2002  | 2010  |
| ----- | ---- | ---- | ---- | ---- | ----- | ----- |
| 185   | ↘63  | ↗284 | ↗457 | ↗753 | ↗1185 | ↗1285 |
| 2021  |      |      |      |      |       |       |
| ↗1398 |      |      |      |      |       |       |

Национальный состав
Даргинское село